# يوم الوحدة الألمانية

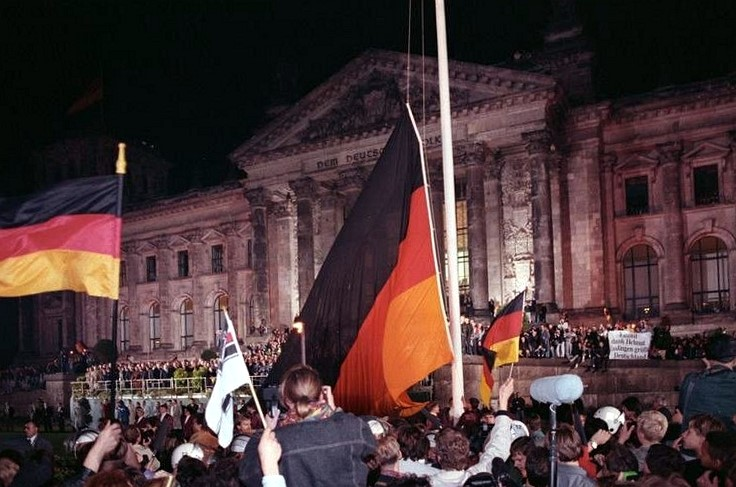
في ليلة يوم 3 أكتوبر/تشرين الأول سنة 1990 رفع علم الوحدة الألمانية أمام مبنى الرايخستاغ.

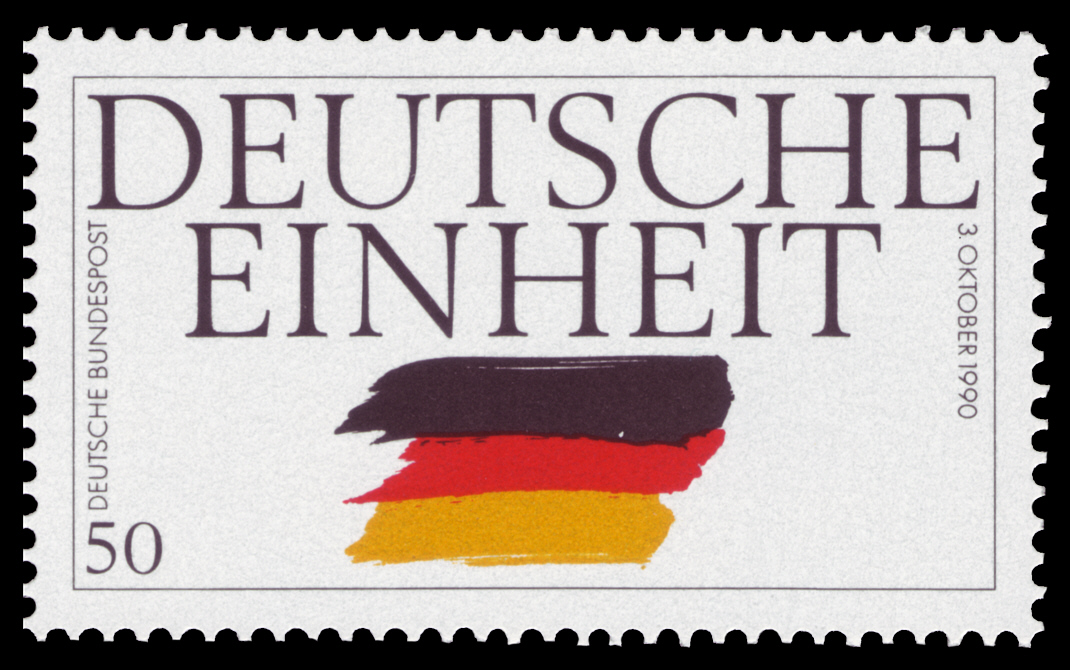
طابع تكريمي لمناسبة الوحدة الألمانية

يعد يوم الثالث من أكتوبر/تشرين الأول يوم الوحدة الألمانية (بالألمانية: Tag der deutschen Einheit)، وفيه يُحتفل بمناسبة إعادة توحيد ألمانيا، وهو يمثل بذلك العيد الوطني للبلاد، وهو يوم عطلة رسمية.

## قرار الوحدة
يعد قرار الوحدة جمهورية ألمانيا الديمقراطية مع جمهورية ألمانيا الاتحادية الدافع وراء تحديد تاريخ 3 أكتوبر كيوم محتمل للوحدة وهو قرار البرلمان الألماني الشرقي، الذي اتخذه على خلفية الانهيار الاقتصادي والسياسي الوشيك لجمهورية ألمانيا الديمقراطية. وتم تحديد موعد مؤتمر هلسنكي في 2 أكتوبر، حيث سيتم إبلاغ وزراء الخارجية بنتائج محادثات الاثنين زائد الأربعة.
في بداية شهر يوليو، قررت حكومتا الدولتين الألمانيتين الجدول الزمني: إجراء انتخابات عامة في جمهورية ألمانيا الديمقراطية في 14 أكتوبر، وانتخابات البوندستاغ للبلاد بأكملها في 2 ديسمبر.

وفي النهاية اتخذ رئيس وزراء جمهورية ألمانيا الديمقراطية لوتار دي ميزيرسياسي ألماني القرار بشأن الموعد في الثاني والعشرين من أغسطس/آب في جلسة خاصة للبرلمان، بدأت في التاسعة مساءً. وبعد مناقشة محتدمة، أعلنت رئيسة البرلمان سابينه بيرغمان بول النتائج في الثانية والنصف من صباح 23 أغسطس/آب:
يقرر مجلس الشعب انضمام جمهورية ألمانيا الديمقراطية إلى دستور جمهورية ألمانيا الاتحادية وفقًا للمادة 23 من القوانين الأساسية السارية اعتبارًا من 3 أكتوبر 1990. في المسألة رقم 201 كان هناك 363 صوتًا. لم تكن هناك أصوات غير صالحة. صوت 294 نائبًا بـ "نعم". (تصفيق قوي من الحزب الديمقراطي المسيحي/الحزب الديمقراطي الاشتراكي، والحزب الديمقراطي الاجتماعي، والحزب الديمقراطي الحر، وجزء من الحزب الديمقراطي الاجتماعي والنواب الواقفين في مقاعدهم). صوت 62 نائبًا بـ "لا"، وامتنع 7 أشخاص عن التصويت. هذا حدث تاريخي. سيداتي وسادتي، أعتقد أننا لم نتخذ قرارًا سهلاً، لكننا تصرفنا اليوم في حدود مسؤولياتنا تجاه حقوق التصويت لمواطني جمهورية ألمانيا الديمقراطية. أشكر الجميع على أن هذه النتيجة أصبحت ممكنة بفضل الإجماع بين مختلف الفصائل.
كان جريجور جيسي، رئيس الحزب الاشتراكي الديمقراطي الاشتراكي الألماني، متأثرًا بشكل واضح وأدلى ببيان شخصي: "سيدتي الرئيسة! لم يقرر البرلمان بعد سقوط جمهورية ألمانيا الديمقراطية اعتبارًا من 3 أكتوبر 1990". وقد قوبل هذا البيان بتهليلات فرح من حزب الاتحاد الديمقراطي المسيحي/الحزب الديمقراطي الاشتراكي، والحزب الديمقراطي الاشتراكي، والحزب الديمقراطي الاجتماعي.

### محاولة تغيير تاريخ يوم الوحدة
في 3 نوفمبر 2004، اقترح المستشار الاتحادي غيرهارد شرودر الاحتفال بيوم الوحدة الألمانية في يوم الأحد، لأسباب اقتصادية. وبدلاً من 3 أكتوبر، يجب الاحتفال بإعادة التوحيد الوطني في الأحد الأول من أكتوبر. وقد تلقى هذا الاقتراح الكثير من الانتقادات من العديد من الأطراف، من بينهم الرئيس الاتحادي هورست كولر وكذلك رئيس البوندستاغ فولفجانج تيرس. وقد أثار هذا الطلب قلق جزء من السكان بسبب الاستياء من زيادة ساعات العمل، وكان من الممكن اعتباره استفزازًا وتقليلًا من قيمة العيد الوطني. بالإضافة إلى ذلك، فإن تحديد يوم الوحدة في الأحد الأول من أكتوبر كان يعني أنه سيقع أحيانًا في السابع من أكتوبر، وهو اليوم الوطني لألمانيا الشرقية؛ وبالتالي كان من الممكن اعتبار هذا التاريخ بمثابة إحياء لذكرى تقسيم ألمانيا وليس إعادة التوحيد. تم التخلي عن الفكرة بعد مناقشة قصيرة ولكنها غاضبة.

## معرض الصور
|                                        |                     |                                                                              |  |
| ألمانيا المحتلة كما كانت في عام 1945 م | خريطة تقسيم ألمانيا | لوحة وُجِدت في الطرقات المغلقة بين الألمانيتين الغربية والشرقية خلال الإنقاسم. |  |
|                                        |                     |                                                                              |  |

## روابط خارجية
- Tag der Deutschen Einheit 2014 مستشارية ولاية ساكسونيا السفلى
- Tag der Deutschen Einheit 2011 بون باللغة الألمانية
- Chronik der Mauer chronik-der-mauer.de 1990 باللغة الألمانية
- فيديو: قرار مجلس الشعب بتاريخ 23 أغسطس 1990 بشأن انضمام جمهورية ألمانيا الديمقراطية إلى الجمهورية الاتحادية أرشيف البث الألماني 1989
- منشورات السفارة الألمانية، تحت المجهر: يوم الوحدة الألمانية
- أول لحظات إعادة توحيد ألمانيابث عبر بث مباشر سي إن إن، سي بي إس 1990